# Мякинен, Тимо
Тимо Мякинен (фин. Timo Mäkinen; 18 марта 1938, Хельсинки, Финляндия — 4 мая 2017) — финский автогонщик, один из первых «летучих финнов» в чемпионате мира по ралли. Известен тем, что три раза подряд выигрывал Ралли Великобритании (1973—1975). Чемпион Финляндии по ралли 1966 года, а также 1970 и 1973 года (группа 2).

## История
Первое международное ралли Тимо Мякинена — Ралли «Тысяча Озёр» 1959 года, за рулём Triumph TR3. Позже он занял пятое место в Ралли Великобритании 1963 года. В 1964 году он занял второе место на том же ралли. За рулем Mini Cooper S в 1965 году выиграл Ралли Монте-Карло и Ралли «Тысяча Озёр», занял второе место на Ралли Великобритании.

## Победы в международных ралли
| # | Этап                | Сезон |
| - | ------------------- | ----- |
| 1 | Ралли Монте-Карло   | 1965  |
| 1 | Ралли «Тысяча Озёр» | 1965  |
| 2 | Ралли «Тысяча Озёр» | 1966  |
| 3 | Ралли «Тысяча Озёр» | 1967  |
| 4 | Ралли Кот-д’Ивуара  | 1976  |

## Победы в чемпионате мира по ралли
| # | Этап                 | Сезон | Штурман      | Автомобиль         |
| - | -------------------- | ----- | ------------ | ------------------ |
| 1 | Ралли «Тысяча Озёр»  | 1973  | Генри Лиддон | Ford Escort RS1600 |
| 2 | Ралли Великобритании | 1973  | Генри Лиддон | Ford Escort RS1600 |
| 3 | Ралли Великобритании | 1974  | Генри Лиддон | Ford Escort RS1600 |
| 4 | Ралли Великобритании | 1975  | Генри Лиддон | Ford Escort RS1800 |

## Результаты

### Чемпионат мира по ралли
Кроме приведенных в таблице результатов Мякинен принимал участие в 9 ралли в 1977 и 1979 годах (на всех этих этапах он не добрался до финиша, кроме Ралли Великобритании 1977 (11 место)).
| Год  | Автомобиль | 1        | 2        | 3        | 4        | 5        | 6        | 7      | 8        | 9        | 10       | 11    | 12       | Место | Очки |
| ---- | ---------- | -------- | -------- | -------- | -------- | -------- | -------- | ------ | -------- | -------- | -------- | ----- | -------- | ----- | ---- |
| 1973 | Разные     | МОН 11   | ШВЕ      |          | КЕН Сход | МАР Сход |          |        | ФИН 1    |          |          |       | ВЕЛ 1    | -     | -    |
| 1974 | Разные     |          | КЕН Сход | ФИН 2    |          |          |          | ВЕЛ 1  |          |          |          |       |          | -     | -    |
| 1975 | Разные     |          |          | КЕН Сход |          | МАР 4    |          | ФИН 3  | ИТА Сход |          | ВЕЛ 1    |       |          | -     | -    |
| 1976 | Разные     | МОН Сход |          |          | КЕН Сход |          | МАР Сход | ФИН 4  |          | ФРА Сход | ВЕЛ Сход |       |          | -     | -    |
| 1978 | Разные     |          |          | КЕН Сход | ПОР 7    |          |          |        |          | КОТ 2    |          |       |          | -     | 0    |
| 1980 | Разные     | МОН 14   |          |          |          | ГРЕ 10   | АРГ Сход | ФИН 22 |          |          |          | ВЕЛ 6 | КОТ Сход | 35    | 7    |